# أندريه هانسن (لاعب كرة قدم)
أندريه هانسن (بالنرويجية البوكمول: André Hanssen)‏ (31 يناير 1981 في النرويج - ) هو لاعب كرة قدم نرويجي في مركز الوسط. لعب مع نادي بودو/غليمت ونادي سترومسغودست ونادي هيرنفين.

## وصلات خارجية
- أندريه هانسن (لاعب كرة قدم) على موقع اتحاد النرويج (النرويجية)
- أندريه هانسن (لاعب كرة قدم) على موقع قاعدة بيانات كرة القدم.إي يو (الإنجليزية)